# Житомирська обласна державна адміністрація
Житомирська обласна державна адміністрація — місцева державна адміністрація Житомирської області.
У зв'язку з широкомасштабним вторгненням Росії 24 лютого 2022 року набула статусу військової адміністрації.

## Історія

### Голови ОДА
1. Малиновський Антон Станіславович (7 липня 1995 - 07 квітня 1998)
2. Лушкін Володимир Андрійович (7 квітня 1998 - 31 серпня 2001)
3. Рудченко Микола Миколайович (31 серпня 2001 - 11 січня 2004)
4. Рижук Сергій Миколайович (11 січня 2004 - 3 лютого 2005)
5. Жебрівський Павло Іванович (4 січня 2005 - 19 грудня 2005)
6. Синявська Ірина Максимівна (3 лютого 2005 - 16 червня 2006)
7. Андрійчук Юрій Андрійович (16 червня 2006 - 12 грудня 2006)
8. Павленко Юрій Олексійович (26 грудня 2006 - 23 жовтня 2007)
9. Забела Юрій Володимирович (1 листопада 2007 - 18 березня 2010)
10. Рижук Сергій Миколайович (18 березня 2010 - 22 лютого 2014)
11. Кізін Сидір Васильович (2 березня - 22 липня 2014)
12. Машковський Сергій Олександрович (22 липня 2014 - 31 серпня 2016)
13. Гундич Ігор Петрович (1 вересня 2016 — 26 жовтня 2016 (т.в.о.); 27 жовтня 2016 — 24 червня 2019[3])
14. Лагута Ярослав Миколайович (24 червня 2019[4] — 8 серпня 2019[5] (т.в.о.))
15. Бунечко Віталій Іванович (8 серпня 2019[6] —)

## Структура
- Департамент агропромислового розвитку та економічної політики
- Департамент фінансів
- Департамент праці, соціальної та сімейної політики
- Управління дорожнього будівництва та інфраструктури
- Департамент регіонального розвитку
- Управління національно-патріотичного виховання, молоді та спорту
- Управління внутрішнього аудиту та контрольно-аналітичної роботи
- Управління цивільного захисту населення та оборонної роботи
- Управління охорони здоров'я
- Управління екології та природних ресурсів
- Департамент культури, молоді та спорту
- Управління освіти і науки
- Управління інформаційної діяльності та комунікацій з громадськістю
- Служба у справах дітей
- Державний архів Житомирської області
- Відділ енергетичного менеджменту

## Керівництво
- Голова — Бунечко Віталій Іванович
- І заступник голови — Федоренко Володимир Ілліч
- Заступники голови: Остапченко Наталія Віталіївна, Рогова Віра Борисівна, Градівський Віктор Михайлович
- Керівник апарату ОДА — Шарварко Олег Борисович

## Прийом громадян
Прийом громадян проводиться за адресою: Житомир, майдан С. П. Корольова, 1 (кімнати: 101, 102, 104, 106), облдержадміністрація.

## Основні функції
- Основні функції Житомирської обласної державної адміністрації